# Neanops pritchardi
Neanops pritchardi – gatunek chrząszcza z rodziny biegaczowatych i podrodziny Trechinae.

## Taksonomia
Gatunek został opisany w 1987 roku przez J. M. Valentine'a i nazwany na cześć E. D. Pritcharda. W 2010 roku James Ian Townsend dokonał jego redeskrybcji.

## Opis
Ciało długości od 3,6 do 3,75 mm, jasno rudo-brązowe, z czułkami, odnóżami i głaszczkami trochę jaśniejszymi. Bruzdy czołowe głębokie i długie, stykające się z szyjnymi. 3 szczecinki przyoczne po każdej stronie. Czoło gładkie. Policzki uszczecinione. Oczu brak. Żuwaczki długie, z małym lecz wyraźnym ząbkiem premolarnym. Przedplecze o bokach raczej łukowatych, a tylnej krawędzi zafalowanej. Pokrywy o rzędach dobrze wgłębionych, z niewyraźną punktacją, która staje się śladowa w kierunku wierzchołka i boków. Rzędy 1 i 2 sięgają szczecinki przytarczkowej, a pozostałe zanikają na barkach. 3 szczecinki na lub obok trzeciego rzędu. Przewód genitalny samic z wyraźnym spermatekopodobnym gruczołem, szeroko złączonym z torebką kopulacyjną.

## Występowanie
Gatunek ten jest endemitem nowozelandzkiej, znanym jedynie z jaskini w regionie Waikato na Wyspie Północnej.